# Zawratowa Turnia

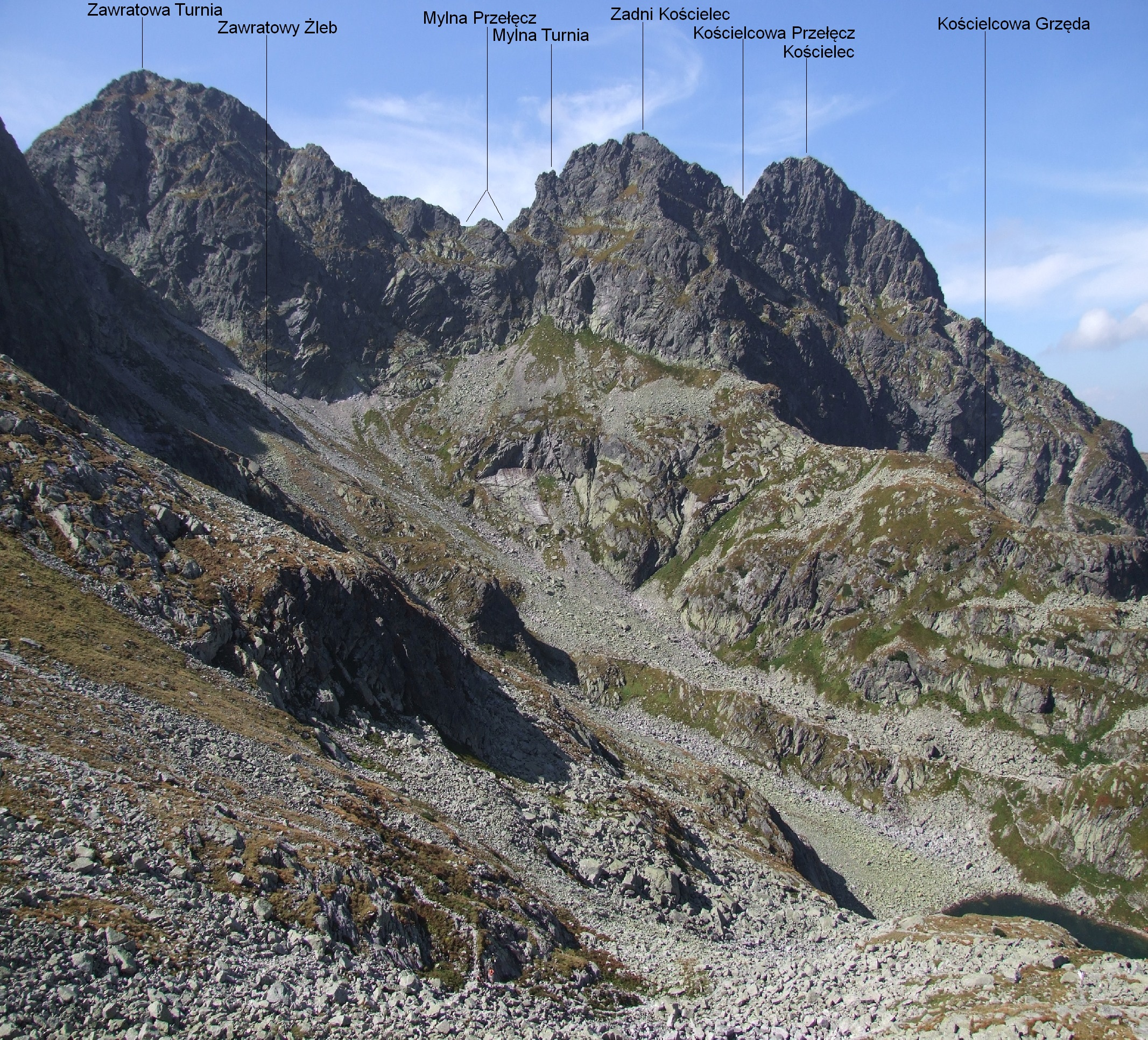
Blick vom Höhenweg Orla Perć

Die Zawratowa Turnia ist ein Berg in der polnischen Hohen Tatra mit 2247 m im Massiv der Świnica. Auf dem Gipfel verläuft die Grenze zwischen den Gemeinden Zakopane im Westen und Bukowina Tatrzańska, konkret den Ortsteil Brzegi, in der Woiwodschaft Kleinpolen im Landkreis Powiat Tatrzański.

## Lage und Umgebung
Unterhalb des Gipfels liegen die Täler Dolina Pięciu Stawów Polskich, konkret sein Hängetal Dolina pod Kołem, im Osten und Dolina Zielona Gąsienicowa, konkret sein Hängetal Mylna Kotlinka im Westen, und das Tal Dolina Czarna Gąsienicowa im Norden.
Vom Gipfel des Niebieska Turnia im Süden wird die Zawratowa Turnia durch den Bergpass Niebieska Przełęcz getrennt, von dem nördlich gelegenen Gipfel Mały Kozi Wierch durch den Bergpass Zawrat und von dem westlich gelegenen Gipfel Mylna Turnia im Massiv der Grań Kościelców durch den Bergpass Mylna Przełęcz.
Im Hang des Berges befindet sich eine Muttergottesstatue, die dort im Jahre 1904 vom Pfarrer Walenty Gadowski und dem Bergführer Klimek Bachleda angebracht wurde.

## Etymologie
Der polnische Name Zawratowa Turnia lässt sich als Zawrat Turm übersetzen. Der Name rührt von dem nahe gelegenen Bergpass Zawrat. Im Schrifttum findet man auch die Bezeichnung Unterer Seealmturm.

## Flora und Fauna
Trotz seiner Höhe besitzt die Zawratowa Turnia eine bunte Flora und Fauna. Es treten zahlreiche Pflanzenarten auf, insbesondere hochalpine Blumen und Gräser. Neben Insekten und Weichtieren sowie Raubvögeln besuchen auch Murmeltiere und Gämsen den Gipfel.

## Tourismus
Die Zawratowa Turnia ist bei Wanderern und Kletterern beliebt. Sie liegt auf dem Hauptweg von der oberen Seilbahnstation auf den Kasprowy Wierch zum Bergpass Zawrat, wo der Höhenweg Orla Perć beginnt.

### Routen zum Gipfel
Der Wanderweg auf die Zwaratowa Turnia führt entlang des Hauptkamms der Tatra und der polnisch-slowakischen Grenze und biegt nach dem Gipfel der Świnica nach Norden ab. Der Wanderweg führt unterhalb des Hauptgipfels.
- ▬ Ein rot markierter Wanderweg führt vom Kasprowy Wierch über die Gipfel Beskid und Pośrednia Turnia sowie die Bergpässe Liliowe und Świnicka Przełęcz auf den Gipfel und weiter zum Höhenweg Orla Perć. Von der Seite des Bergpasses Zawrat und damit der Täler Dolina Pięciu Stawów Polskich und Dolina Gąsienicowa ist der Aufstieg ebenfalls auf demselben Wanderweg von entgegengesetzter Richtung möglich. Als Ausgangspunkt für eine Besteigung aus den Tälern eignen sich die Berghütten Schronisko PTTK Murowaniec sowie Schronisko PTTK w Dolinie Pięciu Stawów Polskich.

## Belege
- Zofia Radwańska-Paryska, Witold Henryk Paryski: Wielka encyklopedia tatrzańska. Poronin, Wyd. Górskie, 2004, ISBN 83-7104-009-1.
- Tatry Wysokie słowackie i polskie. Mapa turystyczna 1:25.000, Warszawa, 2005/06, Polkart, ISBN 83-87873-26-8.